# Typha lugdunensis
Espèce
Classification APG III (2009)
Typha lugdunensis, la massette de Lyon, est une espèce de plantes vivaces herbacées monocotylédones de la famille des Typhaceae. Elle croît en France dans la région du Rhône, dans l'extrême Sud-Ouest de l'Allemagne et dans l'Ouest de la Suisse, ainsi qu'en Asie mineure et en Égypte et au Xinjiang en Chine. Elle fleurit en juin-juillet.

## Description
Typha lugdunensis atteint une hauteur de 50 centimètres en moyenne.

## Habitat
La massette de Lyon croît au bord de cours d'eau à débit lent et de lacs et d'étangs. Elle préfère les zones ensoleillées et ne supporte pas l'ombre.

## Synonymes
- Typha gracilis Jord.  (nom illégitime)
- Typha martini Jord.
- Typha haussknechtii Rohrb.
- Typha minima var. gracilis Ducommun
- Typha stenophylla Hausskn. ex Rohrb.
- Typha minima subsp. gracilis (Ducommun) K.Richt.
- Rohrbachia martini (Jord.) Mavrodiev